# Macrothele maculata
Macrothele maculata là một loài nhện trong họ Hexathelidae. Loài này phân bố ở Myanmar, Sumatra và Java.